# Rhyzodiastes burnsi
Rhyzodiastes burnsi es una especie de escarabajo terrestre, categorizada en la tribu Clinidiini, de la subfamilia Rhysodinae.
La especie mide 7 mm de longitud (0,28 pulgadas). Lóbulo medio de la cabeza alargado, pronoto relativamente alargado de 1,4 mm.

## Taxonomía
Se atribuye su descripción aCharles G. Oke, quien la citó por primera vez en 1932. Aparece registrada y publicada en una sección de Notes on Australian Coleoptera with descriptions of new species. II. Proceedings of the Linnean Society of New South Wales, 57: 148-172, publicada por Oke, C. en 1932.

## Distribución y hábitat
Se distribuye por Australia, en la costa sureste de Nueva Gales del Sur. Habita comúnmente en bosques cerrados y en madera y troncos en mal estado. Es un organismo mirmecófilo y fungivoro.